# Брызин, Николай Николаевич
Николай Николаевич Брызин (12 [25] сентября 1916, Кострома — 14 ноября 2005, Курган) — советский государственный  и партийный деятель, первый секретарь Курганского промышленного обкома КПСС (1963—1964).

## Биография
Николай Брызин родился 12 (25) сентября 1916 года в семье военного врача в городе Костроме Костромского уезда Костромской губернии, ныне город — административный центр Костромской области.
В 1931 году он окончил школу-семилетку и вступил в ряды ВЛКСМ. В этом же году поступил в ФЗУ металлистов при заводе «Рабочий металлист» в Костроме, после окончания которого непродолжительное время работал токарем.
В 1933 году поступил в Ивановский энергетический институт, который окончил в 1938 году, получив диплом с отличием и специальность инженера по проектированию, строительству и эксплуатации электростанций.
В ноябре 1938 года его призвали на службу в Рабоче-крестьянскую Красную Армию, которую он проходил в Хасанском районе Приморского края. Сначала был курсантом 1-й Краснознаменной дальневосточной армии в городе Спасске-Дальнем, а в 1939 году стал конструктором при Управлении строительства № 8.
Демобилизовавшись, с февраля по октябрь 1941 года работал дежурным техником Костромской теплоэлектроцентрали, Затем дежурным инженером Костромской ТЭЦ, начальником турбинного цеха (с 1944 года), секретарем парткома ТЭЦ (с 1947 года).
В 1944 году вступил в ВКП(б), в 1952 году партия переименована в КПСС.
В 1949 году — второй секретарь Свердловского районного комитета ВКП(б) города Костромы.
В 1949—1951 годах — первый секретарь Свердловского районного комитета ВКП(б) города Костромы.
С конца 1951 года по май 1952 года учился на курсах переподготовки секретарей райкомов и горкомов при ЦК ВКП(б) в Москве. После их окончания был направлен в Курганскую партийную организацию и утверждён в июне 1952 года заместителем заведующего промышленно-транспортным отделом обкома КПСС, в 1954 году он возглавил отдел.
В 1958—1962 годах — первый секретарь Курганского городского комитета КПСС.
В 1960 году заочно окончил Высшую партийную школу при ЦК КПСС.
В 1962−1963 годах — второй секретарь Курганского областного комитета КПСС. Его предшественником на этом посту был Геннадий Александрович Журавлёв.
9 января 1963 года — 22 декабря 1964 года — первый секретарь Курганского промышленного областного комитета КПСС.
С 1964 по 1970 год — второй секретарь Курганского обкома КПСС. Его преемником стал Анатолий Серафимович Сенников.
В 1970—1985 годах — первый заместитель председателя исполнительного комитета Курганского областного Совета депутатов трудящихся (с 1977/1978 года — народных депутатов).
С 1985 года на пенсии.
Находясь на пенсии, Николай Николаевич активно занимался общественной деятельностью, с 11 марта 1989 года по 13 декабря 2001 года возглавлял Курганский городской совет ветеранов войны и труда.
За период трудовой деятельности Н.Н. Брызин избирался:
- депутатом Костромского городского и областного Советов депутатов трудящихся
- депутатом Курганского городского и областного Советов депутатов трудящихся  (с 1977/1978 года — народных депутатов)
- депутатом Верховного Совета РСФСР (1963 г., Курганский округ; 1967 г., Советский округ)
- делегатом XXI (с 27 января по 5 февраля 1959 года), XXII (с 17 по 31 октября 1961 года) и XXIII (с 29 марта по 8 апреля 1966 года) съездов КПСС

Николай Николаевич Брызин умер 14 ноября 2005 года в городе Кургане, похоронен на Новом Рябковском кладбище города Кургана Курганской области.

## Награды и звания
- Орден Трудового Красного Знамени, трижды: 1966 год, 1971 год, 1976 год
- медали
  - Медаль «За трудовое отличие», 1957 год
  - Медаль «За доблестный труд в Великой Отечественной войне 1941—1945 гг.», 1945 год
  - Медаль «За освоение целинных земель», 1956 год
- Знак «Почётный дорожник»
- Знак «Почётный железнодорожник», 1957 год, за участие в электрификации Урало-Сибирской магистрали
- Знак «Отличник легкой промышленности»
- Знак «Отличник медицинской промышленности»
- Знак «Отличник народного образования»
- За активное участие в ветеранском движении награждён Почётным знаком Всероссийского совета ветеранов.
- Почётный гражданин Курганской области, 1 апреля  2005 года[6][7]
- Почётный гражданин города Кургана, 2001 год[8]

## Память
В ГУК «Государственный архив социально-политической истории Курганской области» хранится Фонд № 6988. Брызин Николай Николаевич. Документы поступили в архив от Н.Н. Брызина в 2002 году.